# Юлиска
«Ю́лиска» (чеш. Stadion Juliska) — футбольный и легкоатлетический стадион в Праге, домашняя арена «Дуклы». Стадион, который был открыт в 1960 году принадлежит чешской армии. Ранее вместимость стадиона достигала 29 тысяч зрителей, в настоящее время составляет 8 150 зрителей.
Стадион был официально открыт летом 1960 года. Совсем скоро получил название «Юлиска» из-за того, что главный вход стадиона находится на улице «На Юлисце». Матч открытия стадиона состоялся 10 июля 1960 года, где «Дукла» принимала австрийский «Винер Шпорт-Клуб» и победила со счётом 2:1. Первый еврокубковый матч состоялся 13 сентября 1961 года, где в рамках Кубка обладателей кубков «Дукла» победила болгарский ЦСКА со счётом 2:1. Матч посетило 14 тысяч зрителей, а забитыми мячами на поле отметились Рудольф Кучера и Франтишек Шафранек.
В 1975 году была реконструирована главная трибуна. Вместимость стадиона возросла до 29 тысяч мест. Следующая реконструкция началась уже в 2011 году, чтобы получить лицензию для выступления в высшей лиге. Сначала были полностью заменены деревянные скамейки на пластиковые кресла, после чего вместимость стадиона упала до 4590 мест. Следующая реконструкция была в 2012 году, где путём добавления новых мест и пластиковых сидений удалось повысить вместимость до 8150 мест.